# 頸髄
頸髄または頚髄（けいずい、cervical spinal cord）は脊髄のうち最も高位の部位であり、頭側は延髄に連続し尾側は胸髄に続く。頸髄下位は胸髄よりも径が大きくこの部分を頸膨大と呼ぶ。ここに上肢の筋群を支配するための二次運動ニューロンの核群があり、灰白質（脊髄前角）が大きいためである。
頸髄の神経髄節は8つあり（C1からC8と呼ぶ）、それぞれから1対の脊髄神経が出ている。主に頸部の表在感覚や呼吸筋群そして上肢の筋・表在感覚を支配している。また頭頸部を支配する交感神経もここから出る。
頸髄損傷を起こした場合は節のレベルによって運動麻痺や感覚障害の度合いが異なる。
- 第5頸髄　肘を曲げることができる
- 第6頸髄　手首をそらすことができる
- 第7頸髄　肘を伸ばすことができる
- 第8頸髄　指を曲げることができる